# Father and Daughter
Father and Daughter is een korte animatiefilm van Michael Dudok de Wit uit 2000. De film kreeg een groot aantal prijzen, waaronder de Oscar voor beste korte animatiefilm in 2001. In 2007 kreeg deze film een plek in de canon van de Nederlandse film.

## Verhaal
Je ziet dat een vader en een dochter afscheid nemen bij een dijk aan het water. Het meisje blijft daarna telkens, per fiets over de dijk, terugkeren naar de plek van dat afscheid. Deze zoektocht naar haar vader herhaalt zich in verschillende levensfases.

## Achtergrond
In allerlei recensies van dit filmpje wordt gesproken over een vader die zijn dochter verlaat. Dit blijkt uit deze woordenloze film echter niet. De filmer zelf zegt in een interview in NRC daarover:
"Dat laat ik expres open. Als je hem weg zou zien roeien met een hengel of een koffer of een pistool, word je in een richting geduwd. Zelfs of hij vrijwillig gaat of dat hij weg moet, wil ik in het midden laten. Het gaat erom dat hij weggaat." 
De filmer merkte in de VPRO-gids op dat er niets autobiografisch aan deze film zit.